# Nekrolog 1190
Nekrolog
◄◄
| ◄
| 1186
| 1187
| 1188
| 1189
| 1190 | 1191 | 1192 | 1193 | 1194 | ► | ►►
Weitere Ereignisse | Allgemeiner Nekrolog 1190
Die Beschreibung der verstorbenen Person sollte so kurz wie möglich gehalten sein und nur deren signifikante Tätigkeit(en) enthalten.
Neue Namen ggf. auch unter dem Geburts- und Sterbedatum, also etwa unter 1. Januar und im Geburts- und Sterbejahr (2024) eintragen (nur bei entsprechender großer Wichtigkeit). Für Beispiele siehe die schon vorhandenen Artikel.
Außerdem über die fünf zuletzt Verstorbenen, zu denen es einen ausreichend guten Artikel für eine Präsentation auf der Hauptseite gibt, nach der todesbedingten Überarbeitung der Artikel ggf. auch unter Wikipedia Diskussion:Hauptseite informieren und sie am besten auch in den anderen Wikipedia-Sprachversionen eintragen. Tipp: Regelmäßig bei news.google.de nach „ist tot“, „gestorben“ oder „verstorben“ suchen.
Wenn eine Person gestorben ist, gibt es viele Seiten zu dieser Person in der Wikipedia, die davon auch betroffen sind und entsprechend aktualisiert werden müssen. Beispiele: Namenübersichtsseite, Geburtsjahr, Geburtsort-Seiten und viele mehr.
Wie finde ich die betroffenen Seiten?
Im Suchfeld auf der linken Seite gibt man den Suchbegriff so ein: „Vorname Nachname“. Dann klickt man auf Volltext und alle Seiten mit entsprechendem Suchtext werden aufgerufen. Hier sieht man dann schnell, wo auch das Todesjahr Sinn macht oder sogar ein Teil des Artikels angepasst werden muss. Auch hilft das „Werkzeug“ auf der linken Seite sehr gut, um solche Seiten aufzufinden: „Links auf diese Seite“. Somit ist die Wikipedia wieder aktuell in allen Bereichen! Hinweis: bei Eintragung der Kategorie „Gestorben JAHR“ wird der Missbrauchsfilter 49 ausgelöst, was jedoch nicht schlimm ist. Siehe: Spezial:Missbrauchsfilter/49
Dies ist eine Liste von im Jahr 1190 verstorbenen bekannten Persönlichkeiten. Die Einträge erfolgen innerhalb der einzelnen Daten alphabetisch sortiert. Tiere sind im Nekrolog für Tiere zu finden.

## Februar
| Tag         | Name | Beruf, bekannt als  | Alter | Beleg |
| ----------- | ---- | ------------------- | ----- | ----- |
| 18. Februar | Otto | Markgraf von Meißen |       |       |

## März
| Tag      | Name                      | Beruf, bekannt als             | Alter | Beleg |
| -------- | ------------------------- | ------------------------------ | ----- | ----- |
| 12. März | Siegfried III.            | Graf von Lebenau und Hohenburg |       |       |
| 15. März | Isabella von Hennegau     | Königin von Frankreich         |       |       |
| 25. März | Heinrich I. von Hasenburg | Bischof von Straßburg          |       |       |

## April
| Tag      | Name  | Beruf, bekannt als        | Alter | Beleg |
| -------- | ----- | ------------------------- | ----- | ----- |
| 8. April | Wenzo | Abt des Klosters Liesborn |       |       |

## Mai
| Tag    | Name                 | Beruf, bekannt als                                          | Alter | Beleg |
| ------ | -------------------- | ----------------------------------------------------------- | ----- | ----- |
| 3. Mai | William of Northolt  | englischer Geistlicher, Bischof von Worcester               |       |       |
| 6. Mai | Friedrich von Hausen | mittelhochdeutscher Dichter von Minne- und Kreuzzugsliedern |       |       |

## Juni
| Tag      | Name         | Beruf, bekannt als                    | Alter | Beleg |
| -------- | ------------ | ------------------------------------- | ----- | ----- |
| 10. Juni | Friedrich I. | Kaiser des Heiligen Römischen Reiches |       |       |

## Juli
| Tag      | Name                      | Beruf, bekannt als             | Alter | Beleg |
| -------- | ------------------------- | ------------------------------ | ----- | ----- |
| 8. Juli  | Gottfried von Spitzenberg | Bischof von Würzburg           |       |       |
| 15. Juli | Martin von Meißen         | Bischof von Meißen (1170–1190) |       |       |
| 25. Juli | Sibylle                   | Königin von Jerusalem          |       |       |

## August
| Tag        | Name                                     | Beruf, bekannt als                                                                           | Alter | Beleg |
| ---------- | ---------------------------------------- | -------------------------------------------------------------------------------------------- | ----- | ----- |
| 1. August  | Florens III.                             | Graf von Holland                                                                             |       |       |
| 16. August | Dedo III.                                | Markgraf von der Markgrafschaft Landsberg und der Niederlausitz                              |       |       |
| 21. August | Gottfried III.                           | Graf von Löwen, Landgraf von Brabant, Markgraf von Antwerpen und Herzog von Niederlothringen |       |       |
| 31. August | Robert de Beaumont, 3. Earl of Leicester | 3. Earl of Leicester                                                                         |       |       |
| August     | Gottfried IV.                            | Herr von Joinville, Seneschall von Champagne sowie Teilnehmer am Dritten Kreuzzug            |       |       |

## September
| Tag           | Name                     | Beruf, bekannt als                                          | Alter | Beleg |
| ------------- | ------------------------ | ----------------------------------------------------------- | ----- | ----- |
| 13. September | Hermann IV.              | Markgraf von Baden (1160–1190); Titular-Markgraf von Verona |       |       |
| 20. September | Adelog von Hildesheim    | Bischof von Hildesheim (1171–1190)                          |       |       |
| 26. September | Heinrich I. von Hornberg | Bischof von Basel (1180–1190)                               |       |       |

## Oktober
| Tag         | Name                | Beruf, bekannt als                        | Alter | Beleg |
| ----------- | ------------------- | ----------------------------------------- | ----- | ----- |
| 16. Oktober | Ludwig III.         | Landgraf von Thüringen                    |       |       |
| 21. Oktober | Ranulf de Glanville | englischer Adliger, Justiciar von England | 70    |       |
| Oktober     | Heinrich I.         | Graf von Bar                              |       |       |
| Oktober     | Stephan I.          | Graf von Sancerre                         |       |       |

## November
| Tag          | Name                        | Beruf, bekannt als                               | Alter | Beleg |
| ------------ | --------------------------- | ------------------------------------------------ | ----- | ----- |
| 3. November  | Diepold von Berg            | Bischof von Passau                               |       |       |
| 15. November | Dietrich II. von Montfaucon | Erzbischof von Besançon                          |       |       |
| 19. November | Balduin von Exeter          | Bischof von Worcester, Erzbischof von Canterbury |       |       |

## Dezember
| Tag          | Name   | Beruf, bekannt als    | Alter | Beleg |
| ------------ | ------ | --------------------- | ----- | ----- |
| 15. Dezember | Arnold | Bischof von Osnabrück |       |       |

## Datum unbekannt
| Tag | Name                                 | Beruf, bekannt als                                         | Alter | Beleg |
| --- | ------------------------------------ | ---------------------------------------------------------- | ----- | ----- |
|     | Chaqani                              | persischer Dichter                                         |       |       |
|     | Érard II.                            | Graf von Brienne                                           |       |       |
|     | William de Ferrers, 3. Earl of Derby | anglo-normannischer Adliger                                |       |       |
|     | Guerricus von Petra                  | Erzbischof von Petra                                       |       |       |
|     | Guido III.                           | Bischof von Châlons und Kreuzfahrer                        |       |       |
|     | Jehuda ibn Tibbon                    | jüdischer Übersetzer des Mittelalters                      |       |       |
|     | John FitzRichard                     | englischer Adliger und Soldat                              |       |       |
|     | Joscelin de Montoiron                | Vizegraf von Châtellerault                                 |       |       |
|     | Moses Kimchi                         | jüdischer Grammatiker und Exeget                           |       |       |
|     | Maria Komnene von Byzanz             | Königin von Ungarn                                         |       |       |
|     | Raimund II.                          | Vizegraf von Turenne                                       |       |       |
|     | Richard von Arnsberg                 | Prämonstratenser, religiöser Autor und Seliger             |       |       |
|     | Saigyō                               | japanischer Poet, Mönch                                    |       |       |
|     | Walter von Palermo                   | Erzbischof von Palermo, Familiar Wilhelms II. von Sizilien |       |       |
|     | Alan de la Zouche                    | englischer Adliger                                         |       |       |